# 聖マルティヌスの日
聖マルティヌスの日（英語: St. Martin's Day, スペイン語: Día de San Martín, フランス語: soir de la Saint-Martin）は、トゥールの聖マルティヌスを記憶するキリスト教の聖名祝日の一つで、11月11日に祝われる。「聖マルティヌス」に対する各言語の表記の違いにより、「聖マーティンの日」「サン・マルタンの日」などとも呼ばれる。
聖マルティヌスの日は、民俗行事としては収穫祭が行われる日であり、冬の始まりの日ともされる。

## 聖マルティヌス
聖マルティヌスは、ローマ帝国の属州パンノニア（現在のハンガリー）に生まれ、ローマ帝国での兵役に就いたのち、洗礼を受けた。修道士となったマルティヌスはポワティエ郊外にガリア地方初の修道院を建て、さらにトゥールの司教となった。
兵士の頃、雪の中で凍えていた半裸の物乞いに、自らのマントを半分裂いて与えた話は有名である。その夜、マルティヌスの夢の中に、半分のマントをまとったイエス・キリストが現れ、こう言ったといわれる。「まだ受洗もしていないローマの兵士マルティヌスが、私にこのマントをくれた」。この物乞いはイエス自身であったと言い伝えられている。
11月11日は聖マルティヌスの命日とされているが、この日は埋葬日という説、また誕生日という説もある。

## 民俗行事

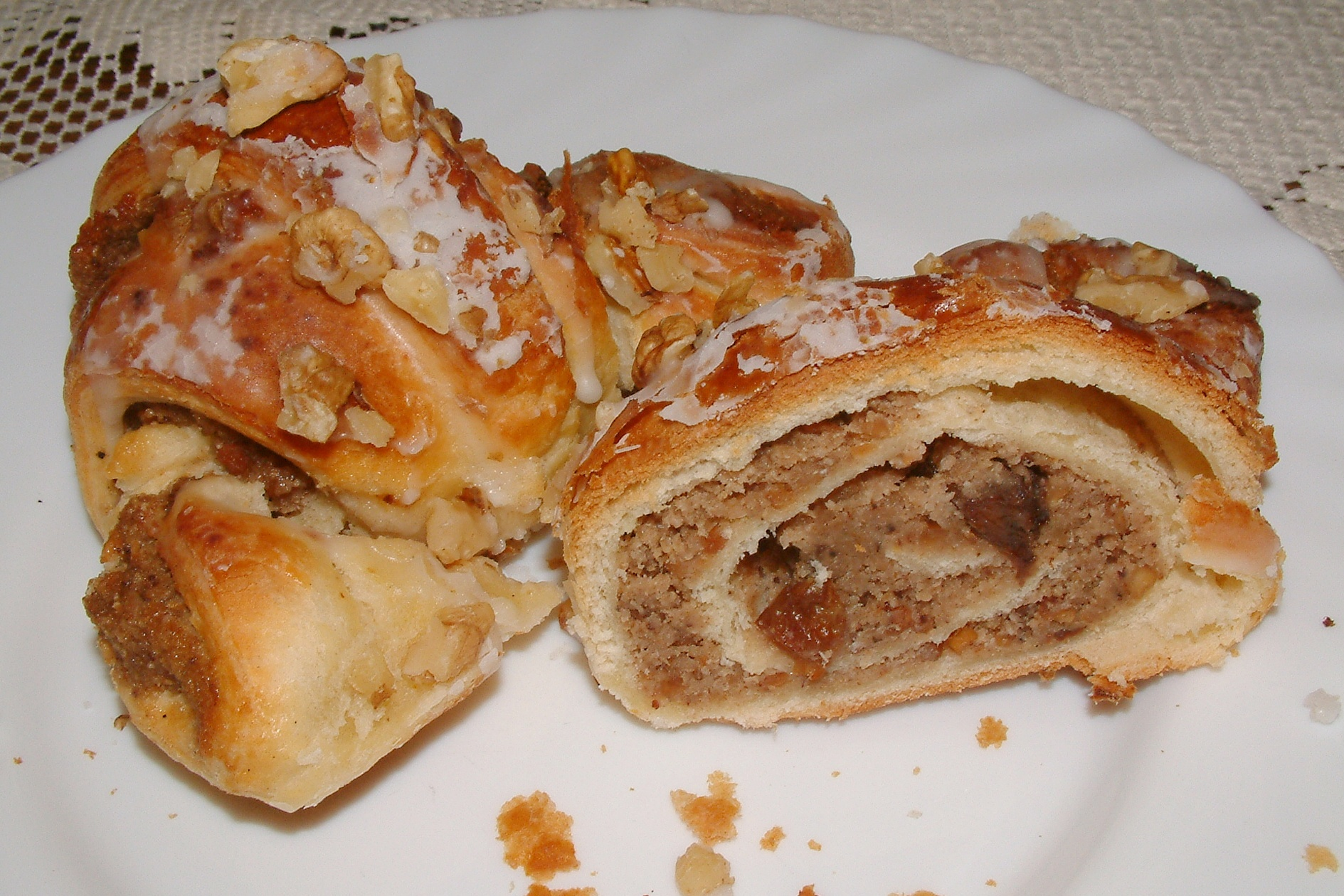
聖マルティヌスの日のパン

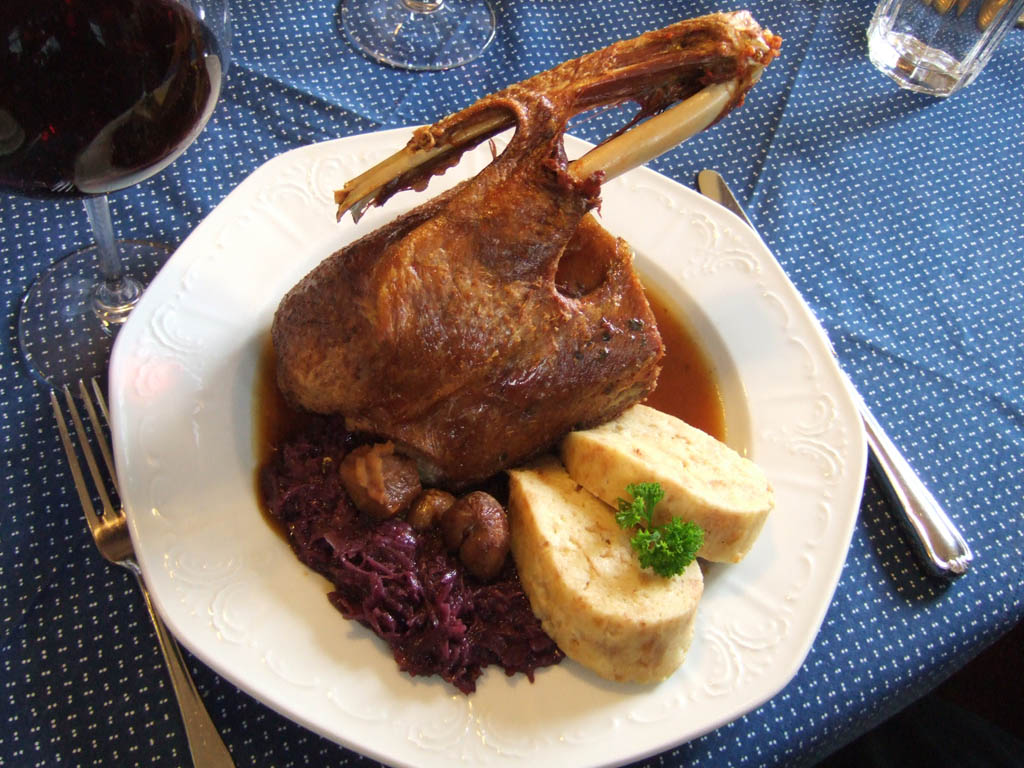
紫キャベツとダンプリングを添えたガチョウのロースト

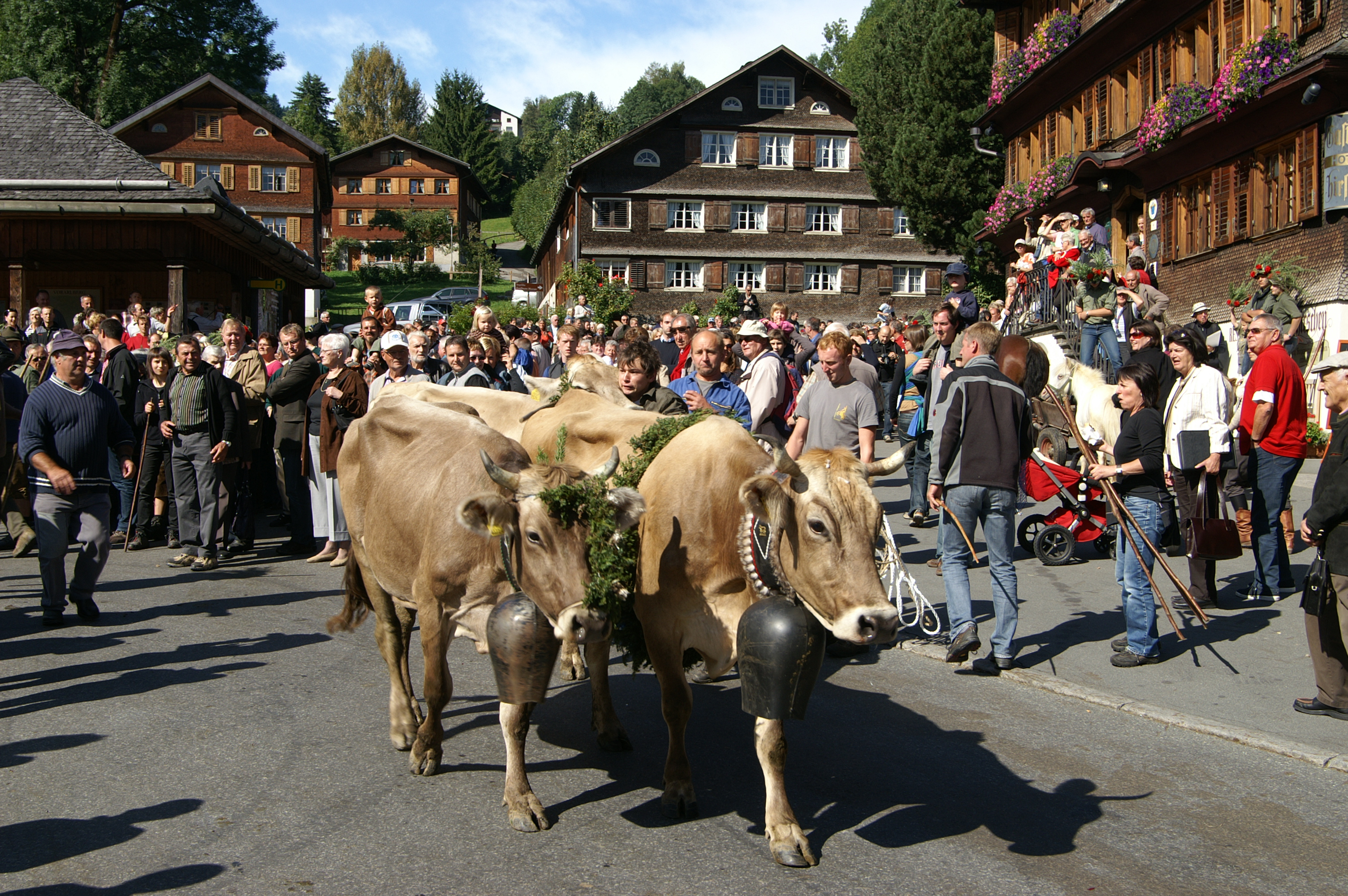
下山してくる人々と家畜（アルプス地方）

聖マルティヌスの日は収穫祭の日であり、冬の始まりの日ともされる。
農民が一年を締めくくる日でもあり、元々クリスマスに行われていた雇用契約の更新や、地代の支払いもこの日に行われるようになった。子供たちは、ランタンに火をともして、自分が住む町の市長が扮する聖マルティヌスを教会に案内し、その見返りとしてパンをもらう。また、家々を一軒ずつ回って、祝福の言葉を述べ、その家の人が、パンや菓子を与える。
スイスでは、カブやカボチャをくりぬいてランタンを作り、山車に乗せて行進が行われる。また、豊作を祈願して、畑で焚き火をする。
プロテスタントでは、この日は、聖マルティヌスではなく、宗教改革を起こしたマルティン・ルターを祝う意味でこの行事を行う。ルター自身、前日の11月10日に生まれ、そのためマルティンと名づけられた。
この日はまた、ガチョウを食べる日でもある。脂の乗ったガチョウをローストして、紫キャベツとジャガイモのダンプリングを付け合わせる。ガチョウを食べる理由として、かつて聖マルティヌスがトゥールの司教を依頼されたもののその気になれず、使いに見つからないようにガチョウ小屋に隠れていたのを、ガチョウが騒ぎ立てたために見つかってしまい、結局司教に就任せざるを得なくなったため、「罰」として、ガチョウを食べるようになったというエピソードがある。
ドイツ南部では、この日の前夜に「狼払い」が行われる。若者や子供たちがご馳走を食べた後、聖マルティヌスに扮装して、カウベルや鞭、場所によっては太鼓を鳴らして「狼よ、出て行け!」と叫ぶ。元々は悪魔払いに端を発していると考えられる。
また、アルプスに近い地方では、カスマンドル払いが行われる。カスマンドルは山の精霊で、夏、山に家畜を放牧する時期、面倒を見てくれると考えられており、人々は、秋になって家畜と共に山を降りる際、この精霊のために、自分たちが作ったチーズを少量残して下山する。カスマンドルとは、元々「チーズの精霊」を意味するケーゼメンラインであるといわれ、そのカスマンドルが、山から下りて来て、人里で悪さを働くことのないよう、やはり若者たちがカウベルや太鼓を鳴らして追い払う。
スペインではこの日にブタを屠殺・解体して冬に備える慣わし、マタンサがある。このため、「それぞれのブタにサン・マルティンの日が来る」ということわざがある。ブタのような見下げ果てた人間にもいずれ悪事のツケが廻ってくる、という語意である。

## 付記
この祝日の頃に訪れる穏やかで暖かい日（小春日和）を、主に英国では聖マーティンの夏（St. Martin's summer）という。また、1918年のこの日に第一次世界大戦が休戦となったため、ヨーロッパ各国で一番近い日曜日（または11月の第2日曜）に戦没者追悼の礼拝が行われる。